# 超时空要塞 爱，还记得吗？ (游戏)
《超时空要塞 爱，还记得吗？》是一款由Scarab制作、万代出品的横向卷轴射击游戏。游戏于1997年在世嘉土星发行之後1999年移植PS主機。
游戏是一款2D射击类游戏。游戏根据1984年同名电影制作。